# YORP (小惑星)
YORP とは、アポロ群に属する地球近傍小惑星の1つ。地球の準衛星の1つでもある。2000年8月3日にリンカーン地球近傍小惑星探査によって発見された。

## 軌道の性質
YORP の軌道は地球と非常に似ており、地球から見ると、YORP はあたかも地球の周辺を公転する衛星のように見える。このような天体は準衛星と呼ばれているが、実際には地球とは関係のない独自の太陽周回軌道を公転している。
YORP の軌道長半径は1.006AUであり、公転周期は368.6日と地球より少し長い程度である。軌道離心率は0.2300とやや大きめであるため、近日点は金星軌道に接する0.775AU、遠日点は地球軌道と火星軌道の中間付近の1.238AUに位置する。一方で軌道傾斜角は1.600度とほとんど傾いていないため、頻繁に金星や地球と接近する小惑星である。実際、地球軌道と交差する最小距離はたったの5万8000kmである。
1900年から2200年の間で最も接近すると予測されているのは、2014年1月2日で、地球から78万7300kmまで接近すると予測されている。なお、この接近時には月にも106万9000kmまで接近すると予測されている。また、金星には2195年2月1日に1050万kmまで接近する。

## 物理的性質
YORP はレーダー観測から、いびつな形がある程度とらえられている。平均直径は111.7mから115.1m、三軸径は (147 - 150) × (128 - 134) × (91 - 99) mであると推定されている。絶対等級が22.7であることから、必要な絶対等級が22.0以上である潜在的に危険な小惑星には分類されていないが、平均直径が100mを超えている事から、実質的に分類されるのに十分な大きさである。具体的な名称がつけられている太陽系の天体では、直径45mの Duende に次いで2番目に小さな天体であり、絶対等級で比較して、小惑星番号が付与されている中でも最小級である。
YORP の自転周期は12分10.4秒であり、自転軸は黄道面から173度傾いている。即ち YORP は逆行回転している。この YORP の自転は、1年間に1ミリ秒の割合で加速している。これは、太陽から受ける輻射圧と、天体表面からの熱放射のバランスが、でこぼこの表面を持つ YORP では場所によって異なるため、結果として自転速度が加速されているために起こっている現象である。これはヤルコフスキー・オキーフ・ラジエフスキー・パダック効果（略称：YORP効果）と呼ばれており、この効果が初めて確認された事から YORP という名称が与えられた。YORP はやがて遠心力でバラバラになるまで自転が加速し、その際の自転周期は約20秒になるだろうと推定されている。YORP は地球に頻繁に接近することから、地球の重力の影響によって自転が加速している可能性も示されたが、シミュレーションの結果では否定されている。